# Мартынов, Дмитрий Дмитриевич
Дми́трий Дми́триевич Марты́нов (1915—2007) — подполковник Рабоче-крестьянской Красной Армии, участник Великой Отечественной войны, Герой Советского Союза (1945).

## Биография
Дмитрий Мартынов родился 14 декабря 1915 года в Харькове. После окончания семи классов школы и школы фабрично-заводского ученичества работал слесарем, бригадиром монтажников. В 1937 году Мартынов был призван на службу в Рабоче-крестьянскую Красную Армию. В 1939 году он окончил курсы среднего командного состава. С августа 1941 года — на фронтах Великой Отечественной войны.
К осени 1944 года майор Дмитрий Мартынов командовал 305-м батальоном морской пехоты 83-й морской стрелковой бригады 46-й армии 2-го Украинского фронта. Отличился во время форсирования Днестровского лимана. Под руководством Мартынова батальон успешно переправился на занятый противником берег лимана и захватил на нём плацдарм, после чего удержал его, отразив большое количество вражеских контратак. Впоследствии, в ночь с 7 на 8 декабря 1944 года Мартынов во главе десантной группы высадился в районе города Вуковар и захватил железнодорожную станцию и узел шоссейных дорог, уничтожив 18 танков и большое количество солдат и офицеров противника.
Указом Президиума Верховного Совета СССР от 24 марта 1945 года за «образцовое выполнение боевых заданий командования на фронте борьбы с немецкими захватчиками и проявленные при этом мужество и героизм» майор Дмитрий Мартынов был удостоен высокого звания Героя Советского Союза с вручением ордена Ленина и медали «Золотая Звезда» за номером 4781.
За время войны Мартынов был три раза ранен, последний из них — тяжело. В 1945 году он в звании подполковника был уволен в запас по инвалидности. Проживал сначала в Харькове, но вскоре переехал в Красноярск. После окончания советской партийной школы работал заведующим отделом по использованию трудовых ресурсов Красноярского крайисполкома, избирался депутатом краевого Совета депутатов трудящихся. Выйдя на пенсию, продолжал активно заниматься общественной деятельностью. 
Умер 27 января 2007 года, похоронен на Аллее Славы Бадалыкского кладбища в Красноярске.
В новом районе Красноярска именем Дмитрия Мартынова названа улица, а в 2019 году была построена средняя школа, названная в честь героя Советского союза. На ее территории установлен памятник.
Был награждён двумя орденами Ленина, тремя орденами Красного Знамени, орденом Суворова 3-й степени, двумя орденами Отечественной войны 1-й степени, орденами Отечественной войны 2-й степени, Трудового Красного Знамени и Красной Звезды, рядом медалей.